# Freimaurer in Deutschland

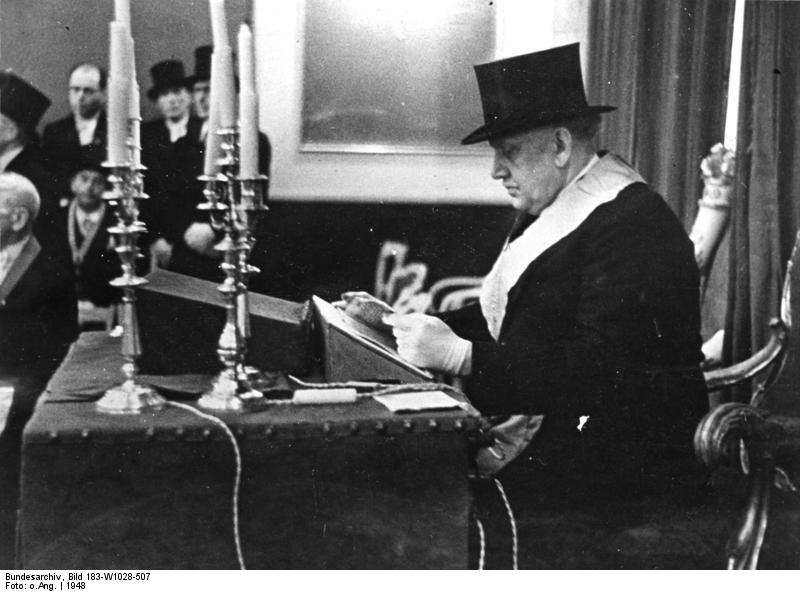
Der erste Großlogentag in Deutschland nach 1945 fand im Mai 1948 in Erlangen statt

Die ersten deutschen Freimaurer wurden Anfang des 18. Jahrhunderts in England aufgenommen. In den Vereinigten Großlogen von Deutschland (VGLvD) sind fünf Großlogen mit 485 Freimaurerlogen und rund 15.300 Mitgliedern organisiert. Diese werden als reguläre Freimaurerei bezeichnet. Zu den liberalen Großlogen gehören unter anderen die Freimaurergroßloge Humanitas, Le Droit Humain und der Souveräne GrossOrient von Deutschland. Derzeit existieren in Deutschland 32 Frauenlogen sowie drei Arbeitskreise (Stand Juli 2025).

## Der Anfang
Eine der frühesten bekannten Freimaurerpersönlichkeiten war Graf Albrecht Wolfgang von Schaumburg-Lippe.
1729 wurde der Herr Thuanus, außerordentlicher Gesandter von Braunschweig-Lüneburg, durch den englischen Großmeister zum Provinzial-Großmeister von Niedersachsen ernannt mit dem Ziel, Logen in Deutschland zu gründen. Eine Tätigkeit dieses Provinzial-Großmeisters ist nicht bekannt.
1733 wurden elf deutsche Gentlemen in London zu Freimaurern aufgenommen und erhielten von Großmeister Earl of Strathmore die Erlaubnis, in Hamburg eine Loge zu gründen. Auch dies misslang offenbar.
Am 6. Dezember 1737 wurde durch den Deputierten Großmeister des Königreichs Preußen und des Kurfürstentums Brandenburg in Hamburg eine Loge gegründet. Diese erste deutsche Loge hatte noch keinen Namen und gehörte auch keiner Großloge an. Das Dokument, das diese Gründung belegt, ist in französischer Sprache verfasst. Die Loge gab sich 1743 den Namen Absalom. Sie arbeitete in zwei Graden: Lehrling und Meister nach der sogenannten Prichardschen Verräterschrift. Ihr dritter Meister vom Stuhl ließ sie in das Großlogenregister in London mit der Matrikelnummer 108 eintragen. Am 23. Oktober 1740 erschien sie im Register der Logen der Londoner Großloge unter der Bezeichnung Bunch of Grapes, Becker Street Hamburg.
Eine Delegation dieser Loge, geleitet durch Baron von Oberg, nahm in Braunschweig, in der Nacht vom 14. zum 15. August 1738, den Kronprinzen von Preußen und späteren König Friedrich den Großen im alten Kornschen Gasthaus zum Freimaurer auf. Der Kronprinz gründete in seinem Schloss Rheinsberg eine eigene Loge mit dem Namen La loge première/La loge du Roi notre grand maître. Von Oberg wurde Kammerherr des Kronprinzen und leitete diese Freimaurerloge. Ab 1739 übernahm Kronprinz Friedrich selbst die Aufgabe des Meisters vom Stuhl, nach seiner Thronbesteigung führte er die Loge weiter und hielt er am 20. Juni 1740 die erste Tempelarbeit in Schloss Charlottenburg ab.
1738 wurde in Dresden durch Graf Rutowski die Loge Aux trois aigles blancs gegründet, die einen so großen Zulauf hatte, dass sich innerhalb von zwei Jahren noch zwei weitere Logen aus ihr gründeten. Zahlreiche weitere Logen entstanden u. a. in Berlin: Aux trois Globes (13. September 1740), in Bayreuth: Zur Sonne (31. Januar 1741), in Leipzig (20. März 1741), in Meiningen: Aux trois boussoles (September 1741), in Breslau: Aux trois squelettes (18. Mai 1741), in Frankfurt an der Oder eine Deputationsloge (1741) und in Frankfurt am Main.: L’Union (1741). Letztere besaß von der Londoner Großloge ein eigenes Patent und legte sich die Befugnisse einer Mutterloge zu. Die in Berlin 1740 gegründete Loge Aux trois Globes nannte sich ab 1744 Große königliche Mutterloge „Zu den drei Weltkugeln“ und ist somit die älteste heute noch bestehende Freimaurer-Großloge in Deutschland. 1780 wurde in Minden zum einen die Johannisloge Wittekind zur Westfälischen Pforte nach der Lehrart der Großen königlichen Mutterloge „Zu den drei Weltkugeln“ gegründet, und zum anderen wurde die Johannisloge Aurora von der Großen Landesloge der Freimaurer von Deutschland zu Berlin gestiftet.
Bis 1754 wurden insgesamt 19 Logen in Deutschland gegründet. Nach und nach etablierten sich auch entsprechende Provinzial-, Groß- und Mutterlogen, wie die Provinzial-Großloge von Hamburg 1740, die Mutterloge l’Union von Frankfurt 1741, die Großloge von Obersachsen 1741 und die Große königliche Mutterloge „Zu den drei Weltkugeln“ von 1744.

## Entstehung der höheren Grade in Deutschland
Mitte des 18. Jahrhunderts entstand in Deutschland die Strikte Observanz (unbedingter Gehorsam), ein freimaurerisches Hochgradsystem. Populär wurde die Organisation durch die vom Ordensgründer Karl Gotthelf von Hund und Altengrotkau verbreitete Legende, die Strikte Observanz entstamme der Tradition der Tempelritter. Er knüpfte damit an Templerlegenden an, die um 1737 entstanden waren. Weiter wurde behauptet, die Lehre der Strikten Observanz enthalte ein streng gehütetes Geheimnis und „Geheime Obere“ würden die Organisation leiten.
Als von Hund 1776 verstarb, wurde der spätere König der Schweden, Karl XIII. zu seinem Nachfolger gewählt. Auf dem Konvent von Lyon begann man damit, von der direkten Abstammung der Tempelritter abzulassen. An ihre Stelle traten die „Chevaliers bienfaisants de la Cité Sainte“. Auf dem Konvent von Wolfenbüttel im Jahr 1778 hatte die Berliner National-Mutterloge politische Bedenken und zog sich von der Strikten Observanz zurück.
Am 16. Juli 1782 trat die Strikte Observanz ein letztes Mal beim Konvent vom Wilhelmsbad zusammen. Es sollte 50 Tage dauern. Man ließ die Legende der Abstammung vom Templerorden fallen und Johann Christoph Bode bezeichnete die „Unbekannten Oberen“ als Erfindung von Johann Christian Schubarts von Kleefeld. Daraufhin distanzierte man sich auch von dieser Legende.
Zu dieser Zeit waren zahlreiche Freimaurerlogen, darunter die Mutterloge Zu den drei Weltkugeln von den Gold- und Rosenkreuzern unterwandert und die Mutterloge wurde zum Hauptsitz der Rosenkreuzer in Deutschland. Nach einer Legende der Rosenkreuzer sei ihr Orden durch ägyptische „Ormusse“ oder „Licht-Weise“ in Schottland unter dem Namen „Bauleute des Ostens“ gegründet worden.
Während des Konvents forderte die rosenkreuzerische Alte schottische Loge Friedrich zum goldenen Löwen aus Berlin Ferdinand von Braunschweig und alle anderen anwesenden Freimaurer dazu auf, sich den Rosenkreuzern zu unterwerfen, aber dieser Versuch schlug fehl.
Eine weitere Reform der Strikten Observanz scheiterte, so dass die Mehrzahl der Freimaurerlogen und Großlogen der Strikten Observanz entsagten. Damit war ihr Ende besiegelt.

## Die Zeit der Aufklärung

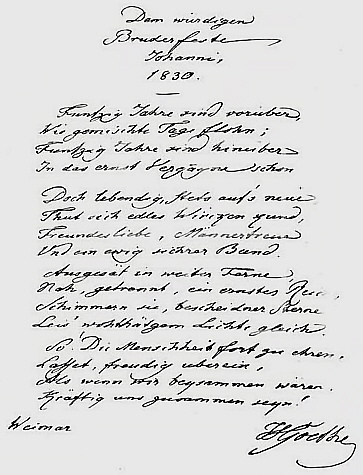
Danksagung von Goethe an die Weimarer Loge Amalia zu seinem 50-jährigen Maurerjubiläum (1830)

Im Zeitalter der Aufklärung trugen die Freimaurerlogen zur Herausbildung einer neuen Form von Öffentlichkeit bei. Wie die Salons, Clubs und Lesegesellschaften im 18. Jahrhundert, die ähnlich wirkten, agierten sie zwar im privaten Bereich. Ihr privater Charakter und ihre Arkanpraxis ermöglichten es aber erst, dass in ihnen sich Männer unterschiedlicher Konfession und unterschiedlichen Standes als Gleiche begegneten, unabhängig und zum Teil in Opposition zu den Formen der Öffentlichkeit, die sich im absolutistischen Ständestaat etabliert hatten, nämlich dem Fürstenhof und der Kirche. Zwar waren die Logen und die Aufklärungsgesellschaften nur nach oben durchlässig, Mitgliedern unterer Schichten blieb der Zugang verwehrt. Gleichwohl war es dieser neuen Form von Geselligkeit möglich, erstmals bürgerliche Gleichheit zwischen Angehörigen verschiedener Stände als Idee zu erproben und im Gespräch von gleich zu gleich an einer unzensierten Meinungsbildung mitzuwirken. Obwohl Gespräche über religiöse und politische Themen in den geöffneten Logen grundsätzlich nicht gestattet sind, trugen sie zur Verbreitung aufklärerischer Ideen bei. Dies gilt, obwohl es den deutschen Logen nicht immer gelang, sich von obskurantistischen und mystischen Strömungen freizuhalten. Diese zeigten sich unter anderem beim konkurrierenden Rosenkreuzertum wie bei der maurerischen Strikten Observanz mit ihrem mittelalterlich anmutenden Hochgradsystem und dem Gehorsam gegenüber „Unbekannten Oberen“. Noch im 19. Jahrhundert hielt es die Große Mutterloge des Eklektischen Freimaurerbundes für angezeigt, Ritterspiele, Aberglaube (Gespensterglaube, Spiritismus, Okkultismus, Glaube an magische Kräfte), Astrologie und dem Obskurantismus aller Art den Kampf anzusagen Insgesamt aber konnte sich, wie der Sozialhistoriker Hans-Ulrich Wehler urteilt, in den Logen dennoch „bürgerliche Aufklärungsmentalität“ weiter entfalten.

## Deutsche Großlogengründungen
Nach dem Zeitalter der freimaurerischen Verirrungen und der Strikten Observanz bildeten sich in Deutschland mehrere mitgliederstarke und langlebige Großlogen heraus. Die Große National-Mutterloge „Zu den drei Weltkugeln“ und die Große Mutterloge „Zur Sonne“ wurden bereits 1744 gegründet. Es folgten die Große Landesloge der Freimaurer von Deutschland 1770, die Große Mutterloge des Eklektischen Freimaurerbundes 1783 und die Große Loge von Preußen genannt Royal York zur Freundschaft 1798.
Frühere Versuche sind z. B. der Deutsche Freimaurerbund von 1790 und der Deutsche Großmeistertag von 1868. 1929 kam es noch zu dem Versuch, die humanitären Großlogen von Hamburg, Frankfurt, Bayreuth und Darmstadt zu einer Großloge „Zu den alten Pflichten“ zu vereinen, was aber bis zum Zweiten Weltkrieg nicht mehr gelang.
Auf Anregung Friedrich Ludwig Schröders begannen um 1801 Freimaurerlogen aus verschiedenen Großlogen sogenannte Logenvereine zu gründen. In der ersten Vereinigung dieser Art schlossen sich die Provinzial-Großloge von Hamburg, die Großloge von Hannover und die Großloge Royal York zur Freundschaft zusammen. Nach ihrem Vorbild gründete sich 1810 der Freimaurerverein der drei Großen Logen zu Berlin mit der Großen National-Mutterloge „3WK“, der Großen Landesloge und der Großloge „Royal York“. 1811 entstanden die Große Loge von Hamburg und die Große Landesloge von Sachsen. Der Hamburger Verein konzentrierte sich inhaltlich mehr auf wissenschaftliche Fragen, die Berliner kümmerten sich mehr um administrative Aspekte ihrer Großlogen.
Der Berliner Verein schlief 1823 wieder ein. An seine Stelle trat 1839 der Großmeisterverein der drei altpreußischen Großlogen, der bis 1935 bestand. Aus diesem entwickelte sich tatsächlich eine enge Zusammenarbeit der Berliner Großlogen. Die Große Freimaurerloge „Zur Eintracht“ entstand 1846.
Die erste wirklich deutschlandweite Vereinigung waren die Deutschen Großmeistertage, die 1868 von Gustav Heinrich Warnatz, dem Großmeister der Großloge von Sachsen ins Leben gerufen und in Berlin im Haus der Drei Weltkugeln abgehalten wurden. Weitere Tagungen fanden 1869 in Dresden, 1870 in Hamburg, 1871 in Frankfurt am Main und 1872 wieder in Berlin statt.
Motiviert durch die deutsche Reichsgründung formten auch die Freimaurer einen noch engeren Bund durch den Deutschen Großlogenbund, der 1871 aus den Großmeistertagen heraus gebildet und am 19. Mai 1872 offiziell gegründet wurde. Später wurde von ihnen noch die Großloge Deutsche Bruderkette als regulär anerkannt, die 1924 gegründet wurde. Neben dem Deutschen Großlogenbund gab es noch weitere Versuche, die deutschen Großlogen zu vereinen oder zumindest unter einen Dachverband zu bringen.
Dem Deutschen Großlogenbund schlossen sich die acht von der Londoner Großloge anerkannten Großlogen in Deutschland an: Große National-Mutterloge „Zu den drei Weltkugeln“, Große Landesloge der Freimaurer von Deutschland, Große Loge von Preußen genannt Royal York zur Freundschaft, Große Landesloge von Sachsen, Große Loge von Hamburg, Große Mutterloge „Zur Sonne“, Große Freimaurerloge „Zur Eintracht“ und die Große Mutterloge des Eklektischen Freimaurerbundes.
Wegweisende Entscheidungen gingen vom Deutschen Großlogenbund nicht aus. Die innere Struktur ließ die Mitgliedsgroßlogen nicht zusammenwachsen. Es gab nur wenige gemeinsame Erklärungen, die durch den Deutschen Großlogenbund getroffen wurden. So 1874 die Feststellung, dass Rasse und Hautfarbe kein Kriterium für die Ablehnung einer Mitgliedschaft seien, 1880 das Ende der Bestrebung eine National-Großloge aller deutschen Freimaurer zu gründen, 1897 die Anerkennung der Alten Pflichten von Anderson. 1903 wurde die Grand Loge de France als reguläre Großloge von Frankreich anerkannt. 1909 wurden wieder Verbindungen zu dem seit 1877 von der Vereinigten Großloge von England als irregulär erklärten Grand Orient de France gegen die Stimmen der drei altpreußischen Großlogen aufgenommen. Nach dem Ersten Weltkrieg vermittelte der Deutsche Großlogentag humanitäre Hilfe für notleidende Frauen und Kinder über die Großlogen von England, den USA und der im Weltkrieg neutral gebliebenen Staaten.
Zum 50. Jahrestag 1922 traten die drei Berliner Großlogen aus dem Deutschen Großlogenbund aus, da es immer deutlicher zu einer Parteienbildung zwischen den drei christlichen Berliner Großlogen und der humanitären Großlogen kam. Da der Bund praktisch in zwei Bünde geteilt war, zogen die Berliner die Konsequenzen. Der Deutsche Großlogentag wurde noch weiter geschwächt, da auch die Große Landesloge von Sachsen austrat und die Großloge „Deutsche Bruderkette“ gar nicht erst eintrat. Als Rumpforganisation bestand er bis 1935 weiter und ging dann mit der Zwangsauflösung der deutschen Großlogen unter.
An Orten mit mehreren Logen aus verschiedenen Großlogen bildeten sich oft sogenannte Stuhlmeistervereine, die auf lokaler Ebene eine engere Zusammenarbeit der verschiedenen Logen in Deutschland bewirken.
1900 gründete sich der Großmeisterverein der Großlogen von Bayreuth, Frankfurt und Hamburg. 1902 wurde das Deutsche Freimaurer-Museum eröffnet und 1913 wurde die Wolfstieg-Gesellschaft für die freimaurerisch-wissenschaftliche Forschung gegründet.

## Deutschland nach dem Ersten Weltkrieg
In der Weimarer Republik waren auch die Freimaurer bevorzugte Objekte rechtsextremer Agitation. Der Baltendeutsche Alfred Rosenberg veröffentlichte Schriften wie Das Verbrechen der Freimaurerei. Judentum, Jesuitismus, Deutsches Christentum, um die Theorie einer „jüdisch-freimaurerischen Weltverschwörung“ zu verbreiten, die es darauf abgesehen habe, „die Existenz anderer Völker zu unterminieren“. Zu diesem Zweck hätten die Freimaurer den Ersten Weltkrieg herbeigeführt.
Der ehemalige Erste Generalquartiermeister der Obersten Heeresleitung Erich Ludendorff betätigte sich als scharfer Kritiker der Freimaurer. Er veröffentlichte 1927 die Schrift Vernichtung der Freimaurerei durch Enthüllung ihrer Geheimnisse. Ludendorff betrieb zusammen mit seiner Frau Mathilde Ludendorff einen Propagandafeldzug gegen die „überstaatlichen Mächten“, die aus „Juden, Jesuiten und Freimaurern“ bestünden und ein „internationales Netzwerk“ zwecks Machterlangung und Machterhaltung bildeten. Schon in den Anfängen der nationalsozialistischen Bewegung übernahmen Hitler und seine Anhänger vieles aus Ludendorffs antifreimaurerischen Verschwörungstheorien.

### „Humanistische“ Großlogen
Ein Teil der deutschen Freimaurer erklärte sich mit der nationalistischen und konservativen Haltung insbesondere der drei altpreußischen Großlogen Große Loge von Preußen genannt Royal York zur Freundschaft, Große Landesloge der Freimaurer von Deutschland und Große National-Mutterloge „Zu den drei Weltkugeln“ nicht einverstanden. Jene Freimaurer gründeten im Jahre 1930 die Symbolische Großloge von Deutschland, um der Strömung der nationalen und zugleich internationalen Freimaurerei eine Heimstatt zu bieten. Eine pazifistische, auf Versöhnung und internationale Kooperation mit den Siegermächten angelegte Haltung vertraten als Großlogen daher nur die als „irregulär“ erachteten Reformgroßlogen „Freimaurerbund zur aufgehenden Sonne“ (FzaS) und die aus ehemaligen Mitgliedern der vorgenannten gegründeten „Symbolische Großloge von Deutschland“. Die Symbolische Großloge von Deutschland stellte 1933 ihre Arbeit ein und verbrachte ihre Unterlagen nach Jerusalem.

### Altpreußische Großlogen
Der weitaus größte Teil der deutschen Freimaurer war in den drei altpreußischen Großlogen organisiert, deren Mitglieder dem bürgerlichen Lager entstammten. Sie sahen sich im Spannungsfeld zwischen ihren humanistischen, auf Völkerverständigung abzielenden Idealen und ihrem Bestreben innerhalb des Nationalsozialismus fortzubestehen.
Wie auch im deutschen Bürgertum nach dem Ersten Weltkrieg machte sich innerhalb der altpreußischen Großlogen zunehmend eine national-konservative, teilweise gar eine von völkischem Gedankengut getragene Haltung breit. So traten die altpreußischen Großlogen 1922 aus dem Deutschen Großlogenbund aus, weil diese mit der pazifistischen, auf Versöhnung und internationale Kooperation ausgelegte Haltung des Deutschen Großlogenbundes nicht übereinstimmten. Am 16. Februar 1924 wurde die gemeinsame Erklärung der drei altpreußischen Großlogen veröffentlicht. Darin wurde festgestellt, dass nur Christen in einer Freimaurerloge aufgenommen werden können und die Logen keine Beziehungen zu Logen der Siegermächte des Ersten Weltkrieges unterhalten wurden. Eine Streichung des Wortes Freimaurer aus den Namen der Großlogen lehnte zumindest für die GNML „3WK“ ihr Nationalgroßmeisters Karl Habicht noch ab. Am 7. April 1933 wurde in einem Treffen des Großmeisters der Großen Landesloge der Freimaurer von Deutschland mit Hermann Göring, dem Reichskommissar für das preußische Innenministerium, die Umbenennung der Großen Landesloge in Deutsch-Christlicher Orden der Tempelherren vereinbart. Nachdem dies bekannt geworden war, änderte die Große National-Mutterloge „Zu den drei Weltkugeln“ drei Tage später ihren Namen in Nationaler christlicher Orden Friedrich der Große. In den nächsten Wochen erfolgte in weiteren Großlogen die Umbenennung (siehe auch Deutsch-christlicher Orden).

## 1933–1935 Schikanen und Verbot
Durch gezielte Propaganda wurden die deutschen Logen 1933 ein Teil des Feindbildes. So schrieb Alfred Rosenberg:

„Hier sehen wir nun das internationale Judentum aus Instinkt und zugleich aus bewusster Überlegung sich in die Organisation der Freimaurerei einnisten. […] Ihre ‘Weltanschauung’ unterhölte Jahr für Jahr die Grundlagen alles germanischen Wesens. Heute sehen wir die geschäftigen Vertreter der internationalen Börse und des Welthandels fast überall führend die Gegen’kirche’ leiten.‘“

„Über Rasse und Nationalität hinweg strebt man zum internationalen Menschenbund. Stolz ist man, daß in dieser die Welt umspannenden Bruderkette Neger, Gelbe und Juden gleichberechtigt neben den Weißen stehen. […] Hemmungsloser Individualismus […] ist eine der Konsequenzen aus der Freimaurer-Ideologie. Im Ritual für den 30. Grad wird ausdrücklich darauf hingewiesen, daß die Ziele der ‚Diktatoren‘, die ja die Rechte des einzelnen und seine Selbstbestimmung beschränken würden, bekämpft werden müßten. Von einer Unterordnung […] zum Wohl der Volksgemeinschaft ist keine Rede. Das Recht des einzelnen geht allen anderen vor. […] Die der Freimaurerei entsprechende Staatsform ist die demokratische Republik.‘“

Unterstützt wurde diese Propaganda auch durch wissenschaftliche Veröffentlichungen. Ein Beispiel ist die Buchreihe im Nordland-Verlag Berlin unter dem Titel Quellen u. Darstellungen zur Freimaurerfrage. Darin wurden Texte veröffentlicht, die zum Teil zuvor als Dissertation abgefasst worden waren.
Um einem Verbot nach der Machtübernahme der NSDAP 1933 zu entgehen, gingen die damaligen Freimaurer auf eine Bestimmung der Staatsführung ein: Wenn die Freimaurerei nicht das Fallbeil des Verbotes ereilen sollte, dann seien die Rituale von alttestamentlichen Inhalten zu bereinigen. Die preußische Großloge, die nationalste der deutschen Großlogen, bestimmte, dass sich keine Loge mehr Loge, kein Freimaurer mehr Freimaurer und die Freimaurerei nicht mehr Freimaurerei nennen dürfte. Die Logen wurden umbenannt zu deutscher oder christlich-deutscher Orden. In Würzburg wurde das Haus der dortigen Freimaurerloge in Alfred-Rosenberg-Haus umbenannt. Diejenigen Logen, welche sich vor 1933 von den Großlogen getrennt hatten, um der inakzeptablen Nationalisierung zu entgehen, hatten mit diesen Entscheidungen und Bestimmungen nicht mehr zu kämpfen. Die Symbolische Großloge von Deutschland löste sich umgehend nach der Machtergreifung der Nazis auf. Ihr Großmeister Leo Müffelmann gründete 1934 die Symbolische Großloge von Deutschland im Exil mit Sitz in Jerusalem.

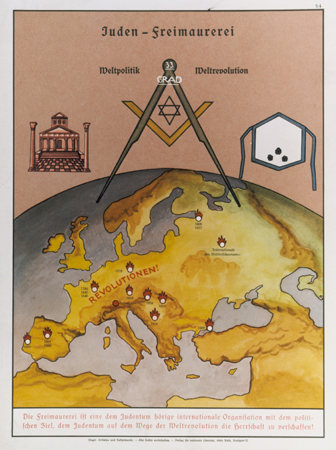
Jüdisch-freimaurerische Weltverschwörung: Ein Plakat aus der Serie Erblehre und Rassenkunde (1935)

1934 ergingen detailliert Bestimmungen für die Freimaurerei: Sie hatte dafür Sorge zu tragen, die „Orden“ arisch zu halten, und dass Parteifunktionäre zu allen Arbeiten und rituell-symbolischen Tempelarbeiten Zutritt hatten. Aber die Anfeindungen fanden nicht nur auf dem Papier und mittels des Gesetzes Umsetzung, ebenso erfolgten Terror, Demütigung, Diffamierung und Inhaftierung.
In einer Brandrede bezeichnete Joseph Goebbels die weltumspannende Verschwörung aus Judentum, internationaler Freimaurerei und internationalem Marxismus als Hintergrund der Bedrohung Deutschlands.
Im Mai 1935 intervenierte Reichsbankpräsident Hjalmar Schacht, einziger Freimaurer in der NS-Regierung, vergeblich bei Hitler. Im selben Jahr der endgültigen Verbannung freimaurerischen Lebens aus der Öffentlichkeit wurde der Meister vom Stuhl einer Hamburger Loge, weil er Freimaurer war, für neun Monate in einem Konzentrationslager interniert. Im Vorfeld des endgültigen Verbots der Freimaurerei waren Nationalsozialisten stets darum bemüht, halbwegs legalen Schein zu wahren und sorgten für eine förmliche Auflösung der Vereine. Die Liquidation durch fingierte „Kaufverträge“ ermöglichte die Überführung der Logenvermögen an staatliche Institutionen.
Im Juli 1935 lösten sich die drei altpreußischen Großlogen selbst auf, am 8. August 1935 wurde die Schließung aller Logen verkündet. Am 17. August 1935 ordnete Innenminister Frick das Verbot der Freimaurerei in Deutschland an.
In einem Führererlass vom 1. März 1942 erhielt Rosenberg eine entsprechende Vollmacht für die besetzten Ostgebiete, denn die „Juden, Freimaurer und die mit ihnen verbündeten weltanschaulichen Gegner des Nationalsozialismus“ seien die Urheber des gegen das Reich gerichteten Krieges und die „planmäßige geistige Bekämpfung dieser Mächte“ sei eine kriegsnotwendige Aufgabe.
Viele altgediente Logenhäuser wurden in „Logenmuseen“ oder „Freimaurermuseen“ umgewandelt, in denen nationalsozialistische Ideologen die Freimaurerei als Grundübel und Zersetzer des deutschen Volkes darstellten. In dem Museumsführer für das Logenmuseum in Chemnitz stellt sich der Nationalsozialismus als Befreier der Deutschen dar:

„entlarvte Freimaurerei – das ist dies Museum. Hart sind die Hände, die die Logentüren aufrissen und dem deutschen Menschen hier eine Schule errichteten, in der er die Freimaurerei ohne Mantel, ohne Schleier, ohne Phrase und Vertarnung kennen und bekämpfen lernen soll. Hart ist der Wille, der diesen Kampf bis zum siegreichen Ende fortführen wird. Die Zeiten für die Dunkelmänner und ihre Arbeit sind vorbei. Wir leben nicht mehr im Reich der Fiktionen, sondern im Dritten Reich, dem Reich des ENTWEDER – ODER!“

Die Gestapo richtete als Amt IV des Reichssicherheitshauptamtes eine Abteilung „IV B 3 (Sonstige Kirchen, Freimaurerei)“ ein.
Nach unbestätigten Zahlen sollen 26 deutsche Freimaurer ermordet worden sein, darunter der Politiker Julius Leber, der Gewerkschafter Wilhelm Leuschner und der Publizist Carl von Ossietzky, wobei die hier Genannten nicht wegen ihrer Logen-Zugehörigkeit verfolgt und ermordet wurden, sondern weil sie während der Weimarer Republik zu den profiliertesten politischen Gegnern des Nationalsozialismus gehört hatten.

## Widerstand durch Freimaurer

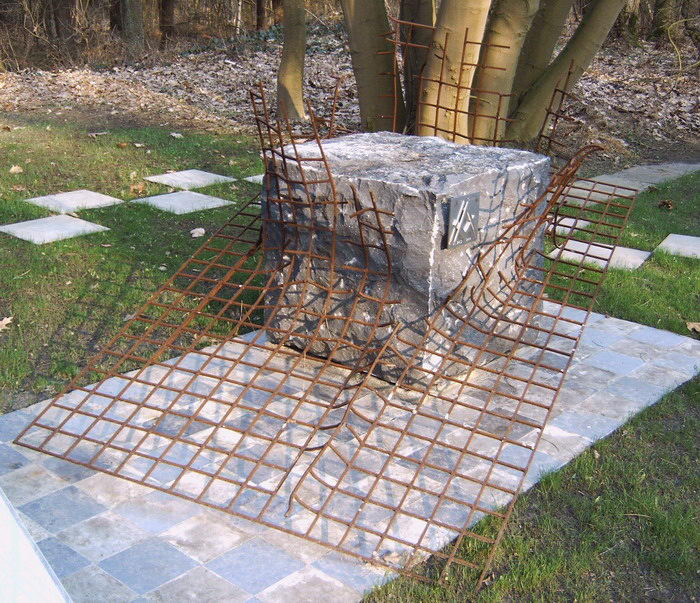
Denkmal für Liberté chérie auf der Begräbnisstätte in Esterwegen

Im Jahr 1943 kam es zu einem einmaligen Vorkommnis in der Geschichte der NS-Konzentrationslager. Innerhalb des Emslandlagers VII (KZ Esterwegen) gründeten belgische Widerstandskämpfer die Freimaurerloge Liberté chérie. Das Denkmal dieser Freimaurerbrüder auf der Begräbnisstätte Esterwegen entstand im November 2004.

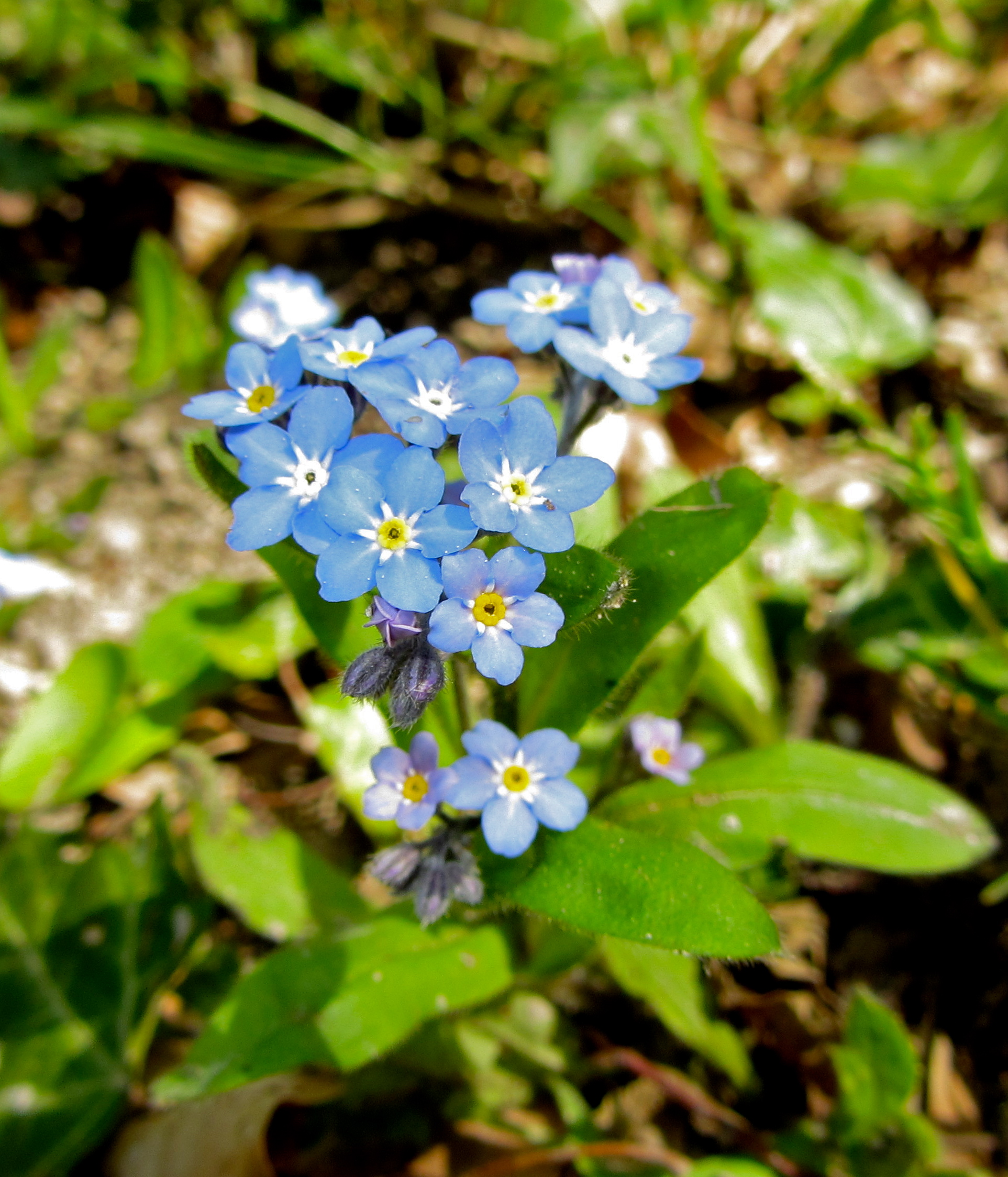
Vergissmeinnicht

Zum ersten Mal wurde das kleine blaue Vergissmeinnicht 1926 von der Großloge Zur Sonne als freimaurerisches Emblem in Bremen zur Jahresversammlung verwendet. Als 1934 die Nazis das Winterhilfswerk gründeten, erhielt jeder Spender ein Abzeichen, das sich jährlich änderte. Im März 1938 wurde als Abzeichen wieder das Vergissmeinnicht ausgewählt – hergestellt von derselben Fabrik wie das freimaurerische Emblem 1926. Dies ermöglichte es den Freimaurern, das Vergissmeinnicht als geheimes Zeichen zu verwenden.
In Deutschland waren vor dem Zweiten Weltkrieg ca. 80.000 Männer in Logen organisiert. Dabei lag der Schwerpunkt der Verbreitung in Preußen. Da gerade diese Gebiete nach dem Zweiten Weltkrieg in der sowjetischen Zone lagen und dort die Freimaurerei weiter verboten blieb, führte das, zusammen mit den Verlusten im Krieg, zu einem erheblichen Sinken der Mitgliederzahlen. Bis 1945 blieb schätzungsweise nur etwa 8000 übrig.

## Seit 1945
Nach dem Zweiten Weltkrieg wurde das Vergissmeinnicht erneut 1948 von den Vereinigten Großlogen von Deutschland als freimaurerisches Emblem auf der ersten Jahresversammlung verwendet. Noch heute wird das Emblem als Erkennungszeichen und in Erinnerung an die Nazizeit von Freimaurern getragen.
1949 wurde in Berlin die Frauenloge Zur Humanität gegründet, die die Basis für die Gründung der späteren Großloge Zur Humanität (heute: Frauen-Großloge von Deutschland) darstellte. Derzeit existieren in Deutschland 32 Frauenlogen sowie drei Arbeitskreise (Stand: Mai 2025).
Für die Öffentlichkeit sind viele Informationen jedoch nicht zugänglich. Einen der wenigen Einblicke in die Arbeit der Freimaurer in Deutschland bot eine Ausstellung mit dem Titel „Licht ins Dunkel“ im Bremer Focke-Museum 2006.
Die meisten deutschen Logen männlicher Freimaurer gehören zu Großlogen, die in den Vereinigten Großlogen von Deutschland VGLvD zusammengeschlossen sind. Diese sind von der Vereinigten Großloge von England (UGLoE) anerkannt und werden im Sprachgebrauch der deutschsprachigen Freimaurer „reguläre“ Logen genannt.
Zu den VGLvD gehören folgende fünf Großlogen:
- Großloge der Alten Freien und Angenommenen Maurer von Deutschland (A.F.u.A.M.)
- Große Landesloge der Freimaurer von Deutschland (GLLFvD)
- Große National-Mutterloge „Zu den drei Weltkugeln“ (3WK)
- The Grand Lodge of British Freemasons in Germany
- American Canadian Grand Lodge

Es gibt in Deutschland auch feminine und gemischtgeschlechtliche Großlogen. Von diesen ist die Frauengroßloge von Deutschland von den Vereinigten Großlogen von Deutschland als „freimaurerisch arbeitend“ anerkannt. In Deutschland steht die Vereinigte Großlogen von Deutschland einem Dialog in Fragen der Gleichberechtigung der Frau verhältnismäßig offen gegenüber und koexistiert mit liberalen Logen.
Die liberalen Großlogen werden anerkannt durch den Groß-Orient von Frankreich (GOdF). Dazu gehören unter anderen die gemischtgeschlechtlichen Großlogen Freimaurergroßloge Humanitas, Le Droit Humain und der Souveräne GrossOrient von Deutschland. Es gibt etwa 50 liberale Logen (für Frauen und Männer).
Dem internationalen Freimaurerorden Le Droit Humain gehören in Deutschland aktuell drei Logen an (Stand 2025). Andere lösten sich in der Vergangenheit von dieser Obödienz und schlossen sich den Großlogen Humanitas, Grande Loge Mixte Universelle (Saarbrücken), Grand Orient de Luxembourg (Heidelberg) oder des Memphis-Misraïm-Ritus (Hamburg und Leipzig) an.
Daneben existieren in Deutschland wie in fast allen Ländern, in denen die Freimaurerei aktiv ist, Logen, die nicht unter der Anerkennung einer Großloge arbeiten. Derartige Logen werden im freimaurerischen Sprachgebrauch als irregulär oder als Winkellogen bezeichnet. Je nach Ausrichtung werden nur Männer, nur Frauen oder auch männliche und weibliche Mitglieder aufgenommen.

## Freimaurermuseen in Deutschland
- In Bayreuth befindet sich das Deutsche Freimaurer-Museum.
- Freimaurer-Museum St. Michaelisdonn in Dithmarschen,[26] Museum der Großen Landesloge der Freimaurer von Deutschland. Es ist eines der drei größten Freimaurer-Museen Europas.
- Im Schloss Kuckuckstein in Sachsen ist ein Raum mit historischer Ausstattung einer Freimaurerloge zu besichtigen.
- Im Stadtmuseum Aschersleben befindet sich der öffentlich zugängliche Tempel der Loge Zu den drei Kleeblättern[27] mit einer Ausstellung über die Geschichte der Freimaurerei und der örtlichen Loge.

### Dachverband der regulären Großlogen in Deutschland
- Vereinigte Großlogen der Freimaurer von Deutschland

### Reguläre Großlogen in Deutschland
1. Großloge der Alten Freien und Angenommenen Maurer von Deutschland
2. Große Landesloge der Freimaurer von Deutschland (Freimaurerorden)
3. Große Nationale-Mutterloge „Zu den drei Weltkugeln“
4. American Canadian Grand Lodge
5. British Freemasons in Germany

### Reguläre Distriktlogen in Deutschland
1. Distrikt Hamburg der Großloge der Alten Freien und Angenommenen Maurer von Deutschland

### Liberale Logen in Deutschland
- Loge Albert Schweitzer in Berlin
- Loge Ordnung des Herzens in Mannheim
- Loge Unionskette über dem freien Rhein in Düsseldorf